# Daniel Quesada Barrera
Daniel Quesada Barrera (Barcellona, 26 settembre 1995) è un taekwondoka spagnolo.

## Palmarès
- Mondiali

Manchester 2019: bronzo nei 68 kg.
74
- Europei

Sofia 2021: bronzo nei 74 kg.